# Chùa Long Sơn (Nha Trang)

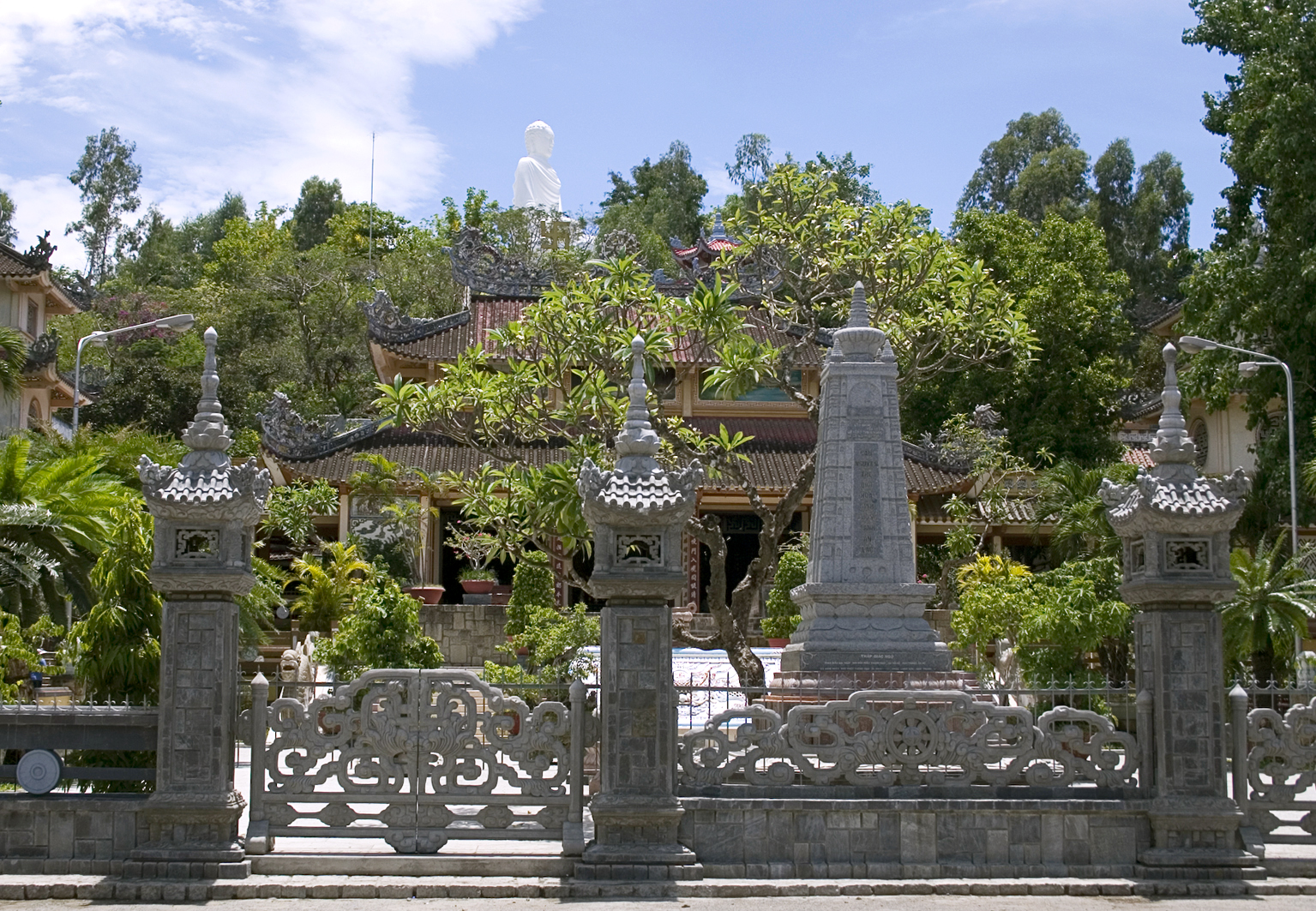
Chùa Long Sơn tại thành phố Nha Trang, tỉnh Khánh Hòa

Chùa Long Sơn (hay Chùa Phật Trắng) trước có tên là Đằng Long Tự, tọa lạc dưới chân đồi Trại Thủy, tại số 22 đường 23 tháng 10, phường Phương Sơn, thành phố Nha Trang, tỉnh Khánh Hòa. Chùa khởi công xây dựng vào thế kỷ 19, đến năm 1940 trùng tu lại và trở thành ngôi chùa nổi tiếng nhất tỉnh với tượng phật Thích Ca ngoài trời lớn nhất Việt Nam (tính đến năm 2011).

## Lịch sử
Chùa Đằng Long (hay Đằng Long tự được khai sơn năm 1886 bởi Hòa thượng Thích Ngộ Trí (có tài liệu viết Ngộ Chí; sinh năm 1856 tại huyện Vĩnh Xương, húy Phổ Trí, thế danh Nguyễn Tám Văn Nghi, theo dòng thiền Lâm Tế đời thứ 39). Ban đầu chùa là một căn nhà tranh tọa lạc trên đỉnh đồi Trại Thủy (nơi đặt tượng Phật Thích Ca Mâu Ni trắng hiện nay) với chùa Hải Đức ở phía trên và chùa Bửu Phong ở phía nam. 
Năm 1900, chùa Đằng Long bị sập sau một cơn bão nên Hòa thượng Ngộ Trí dời xuống chân núi và đổi tên thành chùa Long Sơn.
Năm 1936, theo di nguyện của Tổ khai sơn, chùa được tiến cúng cho Hội An Nam Phật học Trung kỳ để làm trụ sở phát triển Phật giáo tại địa phương. Sau nhiều giai đoạn kiện toàn, năm 1981, Hội An Nam Phật học đổi tên thành Giáo hội Phật giáo Việt Nam, chùa Long Sơn vẫn giữ công tác là trụ sở của Giáo hội tại tỉnh Khánh Hòa.
Năm Bảo Đại thứ 14, 1938, chùa được phong "Sắc tứ Long Sơn tự".
Năm 1941, Long Sơn tự được trùng tu bởi Hội trưởng Tôn Thất Quyền và Phật tử Võ Đình Thụy. Năm 1968, chùa bị sạt hỏng mái ngói do chiến tranh.
Năm 1971, Thượng tọa Thích Thiện Bình chủ trì trùng tu chùa. 4 năm sau (1975), công tác trùng tu thực hiện được 60% theo bản thiết kế của kiến trúc sư Võ Đình Diệp.

## Đặc điểm

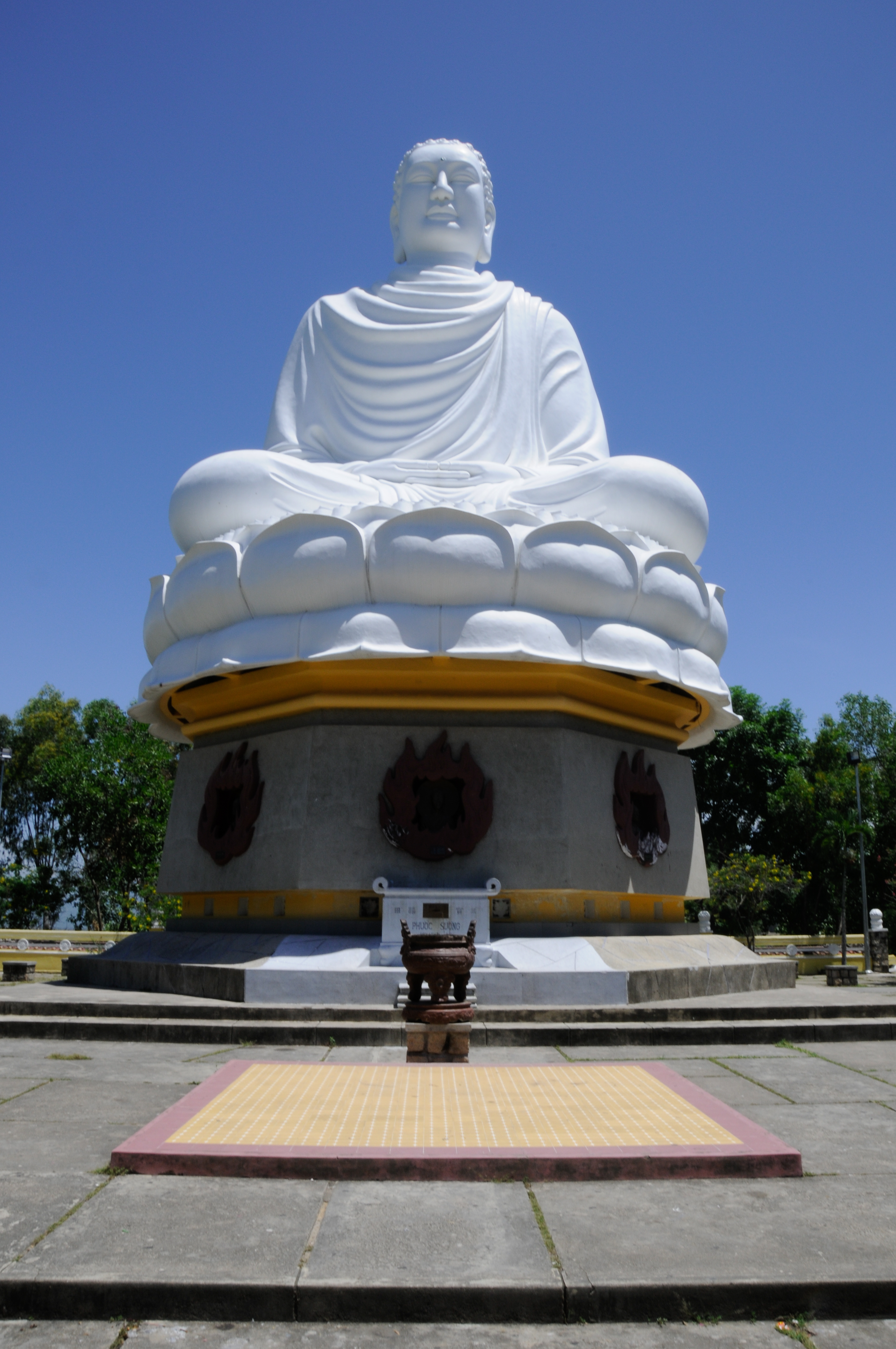
Tượng Phật Thích Ca Mâu Ni toạ lạc trên đồi Trại Thủy, thành phố Nha Trang.

Khuôn viên chùa rộng khoảng gần 45 mét và dài hơn 72 mét. Bên cạnh chùa là giảng đường của trường Trung cấp Phật học tỉnh Khánh Hòa, đồng thời là trụ sở của Giáo hội Phật giáo Việt Nam tại địa phương.
Điện thờ chính (chánh điện hay Đại Hùng bảo điện) rộng 1.670 mét vuông với tượng phật Thích Ca Mâu Ni bằng đồng cao 1,6 mét, nặng khoảng 700 ki-lô-gam đang ngồi thuyết pháp.
Từ điện thờ chính, muốn lên đến 2 tượng phật phải đi lên 193 bậc tam cấp theo sườn đồi Trại Thủy. Tượng Phật Tổ nhập Niết Bàn (hay tượng Phật nằm) dài 17 mét, cao 5 mét được đặt tại bậc cấp thứ 44 năm 2003; đằng sau tượng là bức phù điêu mô tả cảnh 49 đệ tử túc trực tụ họp. Tiếp tục qua khỏi tam cấp là tháp chuông với quả đại hồng chung cao 2,2 mét, nặng 1.500 ki-lô-gam do phật tử tại Huế tặng năm 2002.
Trên đồi Trại Thủy, tại bậc thứ 193, là bức tượng Kim Thân Phật tổ (còn gọi là tượng Phật trắng, hay Đại tượng Thích Ca) được xây dựng năm 1963 ngồi thuyết pháp cao 24 mét với phần đế có cấu tạo gồm đài sen cao 7 mét và phòng chứa hài cốt người thân do Phật tử ở địa phương gửi. Mỗi cánh sen của đài được chạm trổ chân dung bảy vị hòa thượng tự thiêu để phản đối chính sách đàn áp Phật giáo của Ngô Đình Diệm trong năm 1963.

## Trụ trì
Từ khi tạo dựng đến nay, chùa trải qua các đời trụ trì:
- Hòa thượng Thích Ngộ Chí: 1886 đến 1935
- Hòa thượng Thích Chánh Hóa:1936 đến 1957
- Hòa thượng Thích Chí Tín: 1957 đến 2013. Hòa thượng tọa Thích Chí Tín viên tịch năm 2013
- Hòa thượng Thích Thiện Bình trụ trì từ 2013 đến 2016
- Hòa thượng Thích Minh Thông trụ trì từ 2016 đến nay Nguồn phatdaphambai.net Lưu trữ ngày 21 tháng 10 năm 2019 tại Wayback Machine

## Kỷ lục
Chùa có pho tượng Kim Thân Phật Tổ, được sách kỷ lục Guinness Việt Nam ghi nhận là "tượng Phật ngoài trời lớn nhất Việt Nam" (tính đến thời điểm sách công bố).

## Ảnh

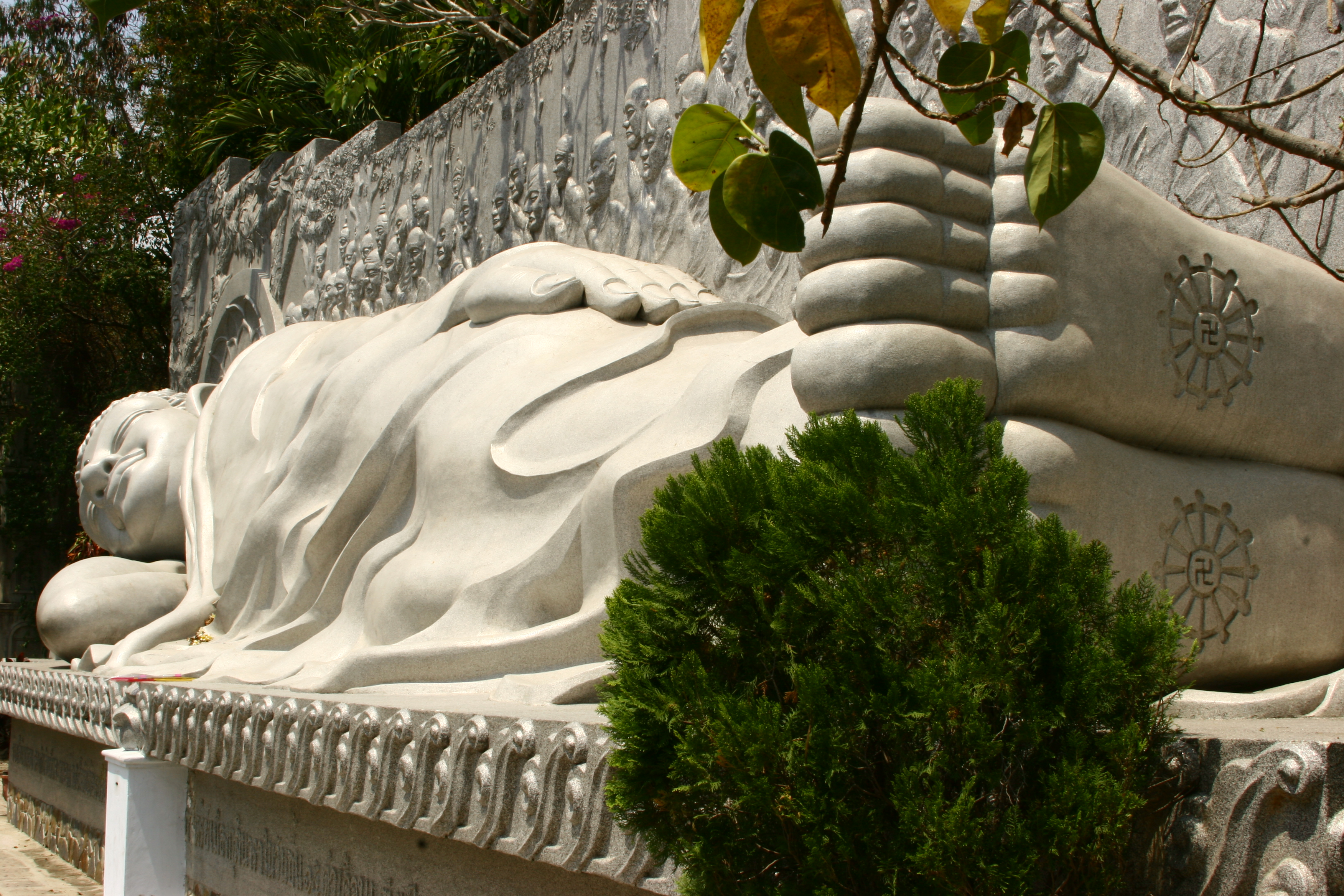
Tượng Phật nằm
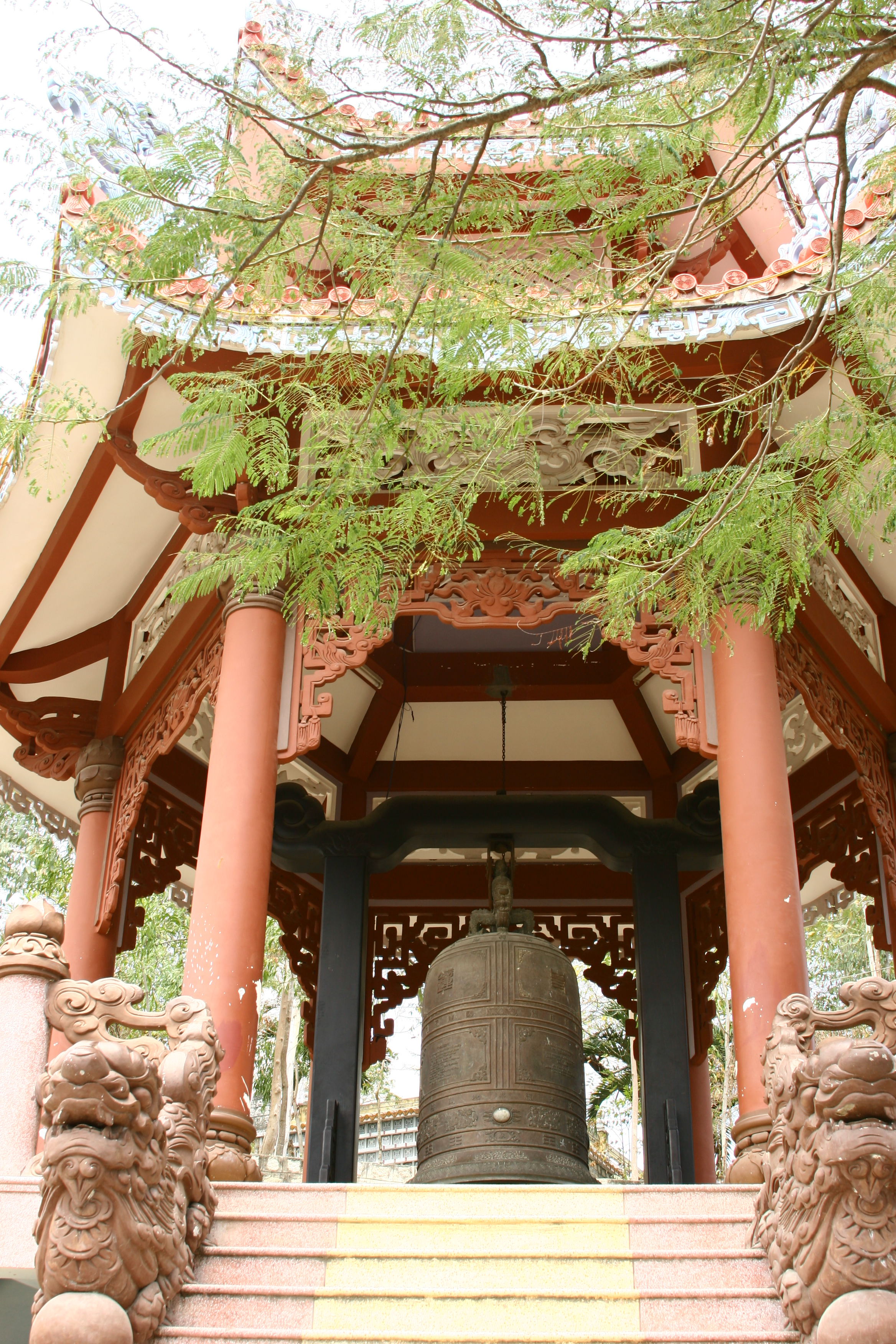
Tháp chuông
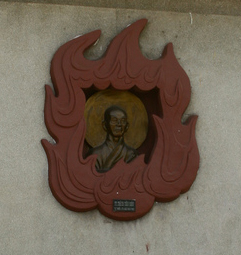
Chân dung một vị hòa thượng dưới chân Phật Tổ
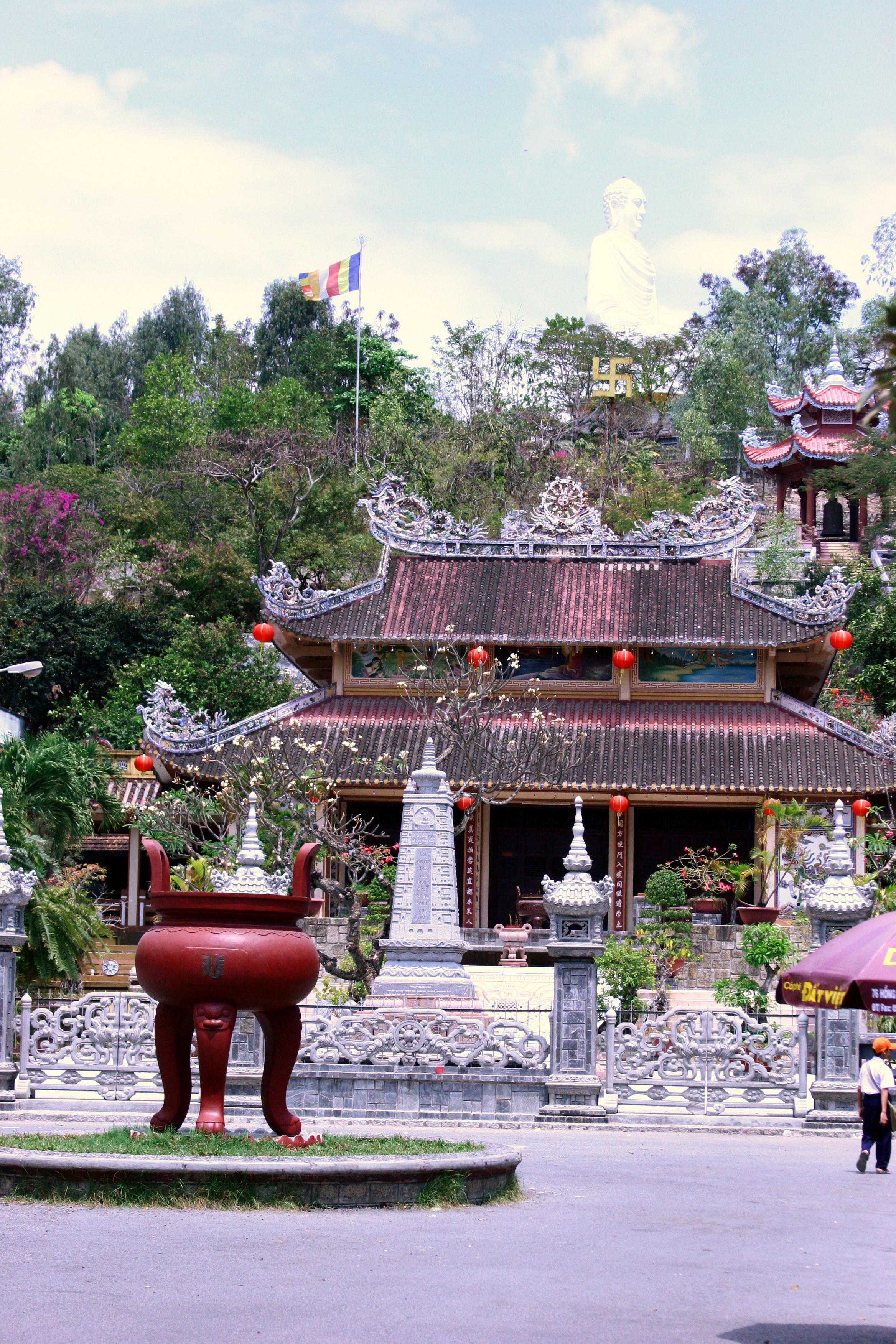
Chùa Long Sơn